# Red Rum
Red Rum (3 maj 1965 - 18 oktober 1995) var en mycket framgångsrik galopphäst under 1970-talet, och anses vara en av de mest kända hästarna i galoppsportens historia.  
Han blev nationalhjälte i England när han vann steeplechaseloppet Grand National tre gånger. Han köptes skadad, halt och med en kronisk skelettsjukdom på en auktion, och blev en av världens mest berömda galopphästar.

## Historia
Red Rum föddes den 3 maj 1965 på Rossenarra Stud-stuteriet i Kilkenny på Irland och var ett mörkbrunt engelskt fullblod efter hingsten Quorum, och undan stoet Mared. Uppfödaren Martin McEnery avlade honom främst för att tävla i vanliga 1 600-meterslopp på platt mark. Som tvååring ställdes Red Rum upp i sitt första lopp, ett kort lopp på cirka 1 000 meter. Loppet slutade oavgjort och Red Rum delade vinsten med ett sto vid namn Curlicue. Red Rum såldes då för cirka 300 pund och användes mest som sprinterhäst på korta, inofficiella lopp utan några högre vinstsummor. 

## Sjukdomen
Red Rum skulle snart säljas vidare till flera olika tränare och galoppstall, och hamnade på Doncasterauktionen i Liverpool år 1972. Red rum hade tidigare vunnit alla sina lopp, men var skadad och halt. Donald "Ginger" McCain, som egentligen var bilförsäljare, hade precis vunnit sitt första lopp som tränare 1967 och fått sin licens när han uppmärksammade den mörkbruna valacken och köpte honom, trots skadorna, för cirka 60 000 kronor. Ginger McCain gav hästen till sin gode klient och vän, Noel Le Mare, men fortsatte träna Red Rum själv. Två dagar efter sin ankomst till gården, var Red Rum helt förlamad i ett av frambenen. Helt förfärade, tog Ginger McCain och Noel Le Mare ner hästen till havet där han fick simma runt i en timme. Därefter hade förlamningen och hältan släppt helt i benen, och veterinären diagnostiserade sedan honom med en kronisk skelettsjukdom i frambenet. 
Ginger McCain hade sett liknande symptom hos vagnshästarna i Liverpool och även sett att många ägare rehabiliterade sina hästar genom att låta dem simma i havet och träna upp muskulaturen genom att låta dem springa i sanddynerna på stränderna. Galopphästarna tränades bland annat på stränderna i Southport och "Ginger" McCain brukade alltid ta ut Red Rum för en simtur i havet innan ett viktigt lopp. 

## Galoppkarriären
Rehabiliteringen och träningen av Red Rum hade gett så bra resultat att han redan den 30 september samma år som han köptes ställdes upp i ett lopp i Carlisle kallat Windmere Handicap Chase. Han vann flera lopp under det året och 1973 anmäldes han till ett av världens tuffaste löp, Grand National i Aintree, i närheten av Liverpool. Red Rum vann loppet både det året och året därpå, 1974. Ägaren Noel Le Mare och "Ginger" McCain anmälde även Red Rum till 1975 års Grand National, men han kom då bara 2:a efter hästen L'Escargot och Red Rums jockey anklagades för att ha hållit tillbaka honom för att vinna pengar som han hade satsat på L'Escargot. 1976 ersattes Fletcher med jockeyn Tommy Stack men under det årets lopp hamnade Red Rum ändå bara på en andra plats efter hästen Rag Trade. 1977 skulle dock Red Rum vinna loppet ytterligare en gång och detta räknades som en av sporthistoriens största ögonblick i Storbritannien och Red Rum blev förklarad som nationalhjälte i både England och Irland. 
Efter den tredje segern i Grand National fick Red Rum en otrolig stjärnstatus. Ett flertal böcker skrevs om Red Rum och hans karriär och utstrålning. En barnbok skrevs även om hans liv av författaren Christine Pemberton. Red Rum blev även tillägnad en berg- och dalbana på ett tivoli i Blackpool som var helt i trä och som kallas Grand National. Red Rum var även med vid invigningen av denna år 1977. 
1978 var det planerat att Red Rum skulle ställa upp i Grand National för sjätte gången, med förhoppningar om en fjärde vinst. Men Red Rum skadade sig med en hårfin fraktur i sitt framben dagen innan loppet och ströks i sista sekund. Red Rum fick då som trettonåring bli pensionär och reds bara lättare promenader.

## Efter galoppkarriären
Efter sin pensionering 1978 fick Red Rum leva ett lugnare liv på Noel Le Mares gård i Southport och reds bara lättare pass, ibland på stränderna där han fick simma. Vid 22 års ålder, 1987, drabbades Red Rum av en blockerad artär i ett av bakbenen. Han blev då helt pensionerad från all slags ridning och när han gjorde speciella framträdanden blev han ledd istället för riden. Hans sista framträdande var på hans eget 30-årskalas den 3 maj 1995 på banan i Aintree. 
Den 18 oktober 1995 drabbades Red Rum av en stroke och Ginger McCain bestämde sig då för att avliva Red Rum. Några timmar senare begravdes han vid mållinjen på banan i Aintree, där man även har rest en staty av honom.